# Rivoli Veronese
Rivoli Veronese é uma comuna italiana da região do Vêneto, província de Verona, com cerca de 1.980 habitantes. Estende-se por uma área de 18,45 km², tendo uma densidade populacional de 110 hab/km². Faz fronteira com Affi, Brentino Belluno, Caprino Veronese, Cavaion Veronese, Costermano, Dolcè, Sant'Ambrogio di Valpolicella.

## Demografia
| Variação demográfica do município entre 1861 e 2011                               |
|                                                                                   |
| Fonte: Istituto Nazionale di Statistica (ISTAT) - Elaboração gráfica da Wikipedia |